# Antônio Carlos Jobim
Antônio Carlos Brasileiro de Almeida Jobim (sinh ngày 25 tháng 1 năm 1927 – mất ngày 8 tháng 12 năm 1994), hay còn được gọi ngắn gọn là Tom Jobim (phát âm tiếng Bồ Đào Nha: [tõ ʒoˈbĩ]) là nhạc công, nhạc sĩ, ca sĩ người Brasil. Jobim thường được coi là một trong những nhạc sĩ Brasil vĩ đại nhất, là người mang nhạc bossa nova tới toàn thế giới. Với sự hỗ trợ từ các nhạc sĩ người Mỹ, ông đã pha trộn âm nhạc latin với nhạc jazz, tạo nên thành công lớn trong thập niên 1960.
Jobim thường được nhắc tới với những cách tân thể loại bossa nova, và các ca khúc của ông vẫn thường xuyên được các nghệ sĩ trên toàn thế giới trình diễn lại. Năm 1965, ông tham gia thu âm album Getz/Gilberto, trở thành album nhạc jazz đầu tiên giành Giải Grammy cho Album của năm. Cùng năm, album cũng được trao Giải Grammy cho album hòa tấu jazz của năm và Giải Grammy cho chỉnh âm xuất sắc đối với thể loại album-khác-nhạc-cổ-điển. Đĩa đơn từ album này, "The Girl from Ipanema" do ông hòa âm, là ca khúc được thu âm nhiều nhất lịch sử âm nhạc, và giành được Giải Grammy cho Thu âm của năm. Ngoài ra, Jobim cũng có nhiều sáng tác jazz và pop nổi tiếng khác. Năm 1967, album Francis Albert Sinatra & Antônio Carlos Jobim do ông hợp tác cùng Frank Sinatra cũng được đề cử Giải Grammy cho Album của năm (1968).

## Danh sách đĩa nhạc
| Album phòng thu - 1963: The Composer of Desafinado, Plays (Verve) - 1965: The Wonderful World of Antônio Carlos Jobim (Warner Bros. Records) - 1966: Love, Strings and Jobim (Warner Bros. Records) - 1967: A Certain Mr. Jobim (Warner Bros. Records) - 1967: Wave (CTI/A&M) - 1970: Tide (A&M) - 1970: Stone Flower (CTI) - 1973: Jobim (MCA) - 1976: Urubu (Warner Bros.) - 1980: Terra Brasilis (Warner Bros.) - 1987: Passarim (Verve) - 1995: Antônio Brasileiro (Columbia) - 1995: Inédito (Ariola) - 1997: Minha Alma Canta (Lumiar) | Album hợp tác - 1954: Sinfonia do Rio de Janeiro - 1956: Orfeu da Conceição (cùng Vinicius de Moraes) - 1961: Brasília – Sinfonia Da Alvorada (cùng Vinicius de Moraes) - 1963: Getz/Gilberto - 1964: Caymmi Visita Tom (cùng Dorival Caymmi) - 1967: Francis Albert Sinatra & Antônio Carlos Jobim (cùng Frank Sinatra) - 1974: Elis & Tom (cùng Elis Regina) - 1977: Miúcha & Antônio Carlos Jobim (cùng Miúcha) - 1979: Miúcha & Tom Jobim (cùng Miúcha) - 1981: Edu & Tom (cùng Edu Lobo) |